# Zwartlipfluithaas
De zwartlipfluithaas (Ochotona curzoniae)  is een zoogdier uit de familie van de fluithazen (Ochotonidae). De wetenschappelijke naam van de soort werd voor het eerst geldig gepubliceerd door Hodgson in 1858.

## Kenmerken
Deze fluithaas heeft een zandkleurige-bruine rug en een dof-geelwitte buik. Achter het oor bevindt zich een roestkleurige vlek. Neus en lippen zijn zwart. De lichaamslengte bedraagt 14 tot 18,5 cm en het gewicht 125 tot 175 gram. Het dier heeft geen staart.

## Leefwijze
Deze in groepsverband levende dieren bouwen burchten, elk bewoond door een uitgebreide familie. In sommige streken zijn ze zo algemeen dat ze als plaag worden beschouwd.

## Voortplanting
Een vrouwtje kan jaarlijks 5 nesten van 8 jongen krijgen, die door beide ouders worden verzorgd.

## Verspreiding
Deze soort komt voor in de open habitats van Oost-Azië.

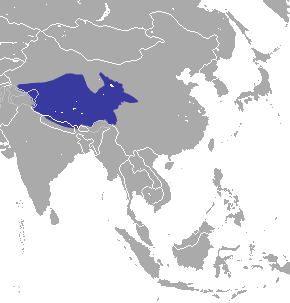
Verspreidingsgebied van de Zwartlipfluithaas

Altaifluithaas (O. alpina) · Ochotona argentata · Ochotona cansus · Alaskafluithaas (O. collaris) · Ochotona coreana · Zwartlipfluithaas (O. curzoniae) · Daurische fluithaas (O. dauurica) · Chinese rode fluithaas (O. erythrotis) · Ochotona flatcalvariam · Forrest's fluithaas (O. forresti) · Ochotona hoffmanni · Ochotona huanglongensis · Noordelijke fluithaas (O. hyperborea) · Ili fluithaas (O. iliensis) · Koslov's fluithaas (O. koslowi) · Ladak fluithaas (O. ladacensis) · Grootoorfluithaas (O. macrotis) · Ochotona mantchurica · Ochotona nubrica · Ochotona opaca · Mongoolse fluithaas (O. pallasi) · Noord-Amerikaanse fluithaas (O. princeps) · Dwergfluithaas (O. pusilla) · Ochotona qionglaiensis · Himalayafluithaas (O. roylei) · Perzische fluithaas (O. rufescens) · Rode fluithaas (O. rutila) · Ochotona sacraria · Ochotona sikimaria · Ochotona syrinx · Tibetaanse fluithaas (O. thibetana) · Ochotona thomasi · Ochotona turuchanensis · Ochotona vizier